# Метрополітен Бразилії
Метрополітен Бразилії (порт. Metrô de Brasília) — система ліній метрополітену в місті Бразилія, Бразилія.

## Історія
Будівництво метрополітену в місті розпочалося в 1992 році. Спочатку планувалося відкрити метро вже в 1994 році, але через
проблеми з фінансуванням термін будівництва збільшився. Відкритий 31 березня 2001 року.  
Початкова ділянка складалася з 11 станцій та 32 км. Деякі станції відкрилися пізніше на діючій лінії. На початок 2018 нараховує 24 станції (7 підземних), загальною довжиною 42,4 км. В системі використовуються чотиривагонні потяги.

## Режим роботи
Працює — з понеділка по суботу з 6:00 до 23:30, в неділю та свята з 7:00 до 19:00.

## Галерея

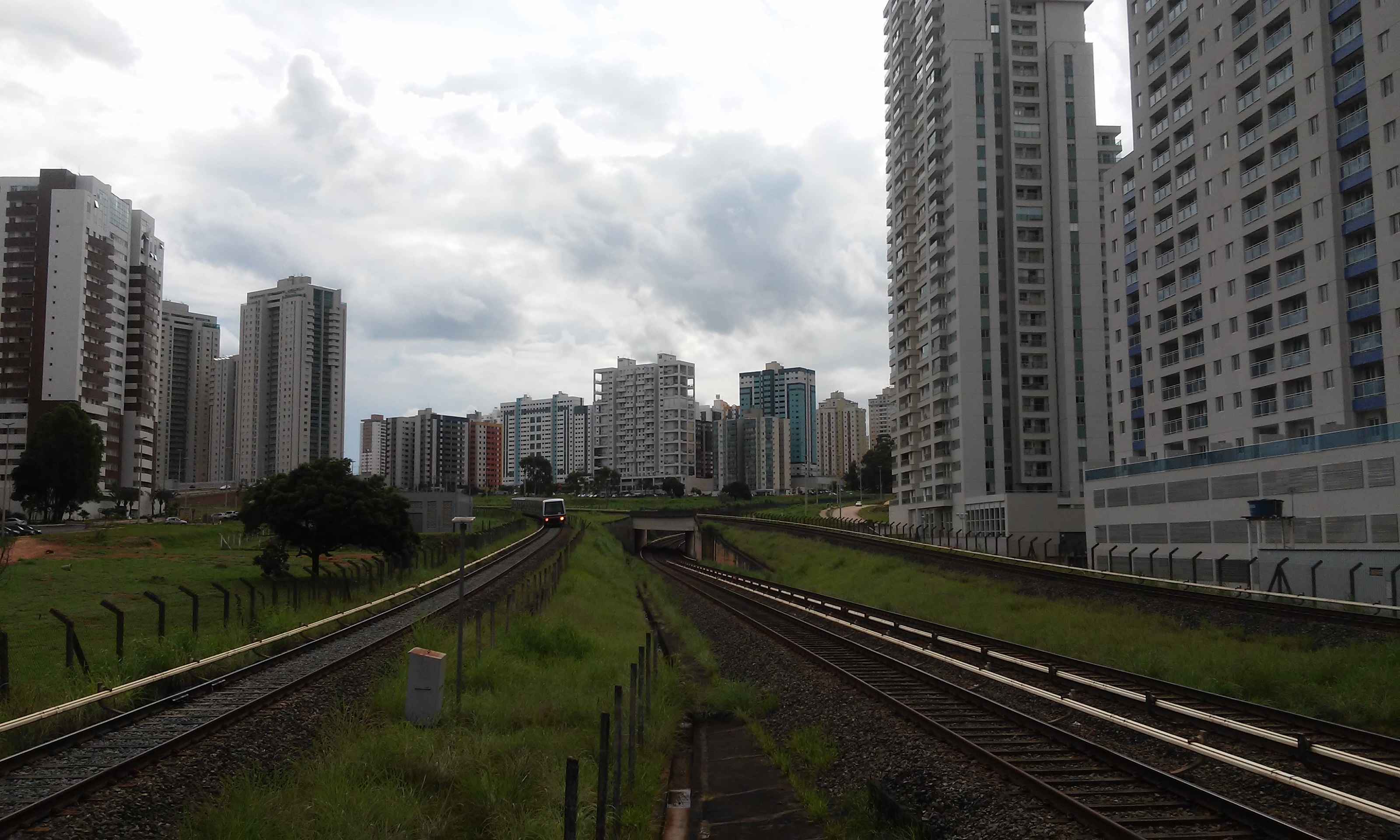
Наземна ділянка
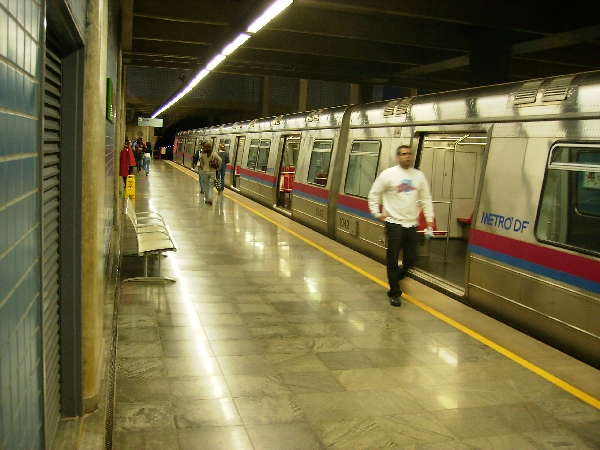
Підземна станція